# Christy Moore (album)
Christy Moore è il quarto album di Christy Moore, pubblicato dalla Polydor Records nel 1976. Il disco (conosciuto anche come The Black Album) fu registrato al Dublin Sound Studios di Dublino (Irlanda).

## Tracce
Lato A
1. The Dalesman's Litany – 4:30 (Brano tradizionale, arrangiamento di Christy Moore)
2. Galtee Mountain Boy – 3:36 (Brano tradizionale, arrangiamento di Halloran)
3. Little Musgrave – 6:52 (Brano tradizionale, arrangiamento di Christy Moore)
4. Wave Up to the Shore – 2:44 (Barry Moore)
5. Nancy Spain – 3:48 (Barney Rush)
6. Lanigans Ball – 2:41 (Brano tradizionale, arrangiamento di Christy Moore)

Lato B
1. Johnny Jump Up – 3:01 (Brano tradizionale, arrangiamento di Crowley)
2. Scariff Martyrs (The Bridge of Killaloe) – 6:00 (Brano tradizionale, arrangiamento di Christy Moore)
3. Limerick Rake – 3:02 (Brano tradizionale, arrangiamento di Christy Moore)
4. Boys of Mullabawn – 4:24 (Brano tradizionale, arrangiamento di Christy Moore)
5. Sacco & Vanzetti – 4:43 (Woody Guthrie)

## Musicisti
- Christy Moore - voce, bodhrán
- Donal Lunny - bouzouki, chitarra, voce
- Declan McNeilis - chitarra
- Jimmy Faulkner - chitarra
- Andy Irvine - mandolino
- Barney McKenna - banjo
- Kevin Burke - fiddle
- Geoff Whittaker - percussioni (african drums)
- Lord Eric - percussioni (african drums)[2]